# Autan
Autan (tiếng Ả Rập: أوتان, cũng đánh vần là Otan, Awtan hoặc Wetan) là một ngôi làng ở phía bắc Syria nằm về phía tây bắc của Homs ở tỉnh Homs. Theo Cục Thống kê Trung ương Syria, Autan có dân số 583 trong cuộc điều tra dân số năm 2004. Cư dân của nó chủ yếu là người Maronites.